# Microceratina
Microceratina is een geslacht van kreeftachtigen uit de klasse van de Ostracoda (mosselkreeftjes).

## Soorten
- Microceratina aequabilis Herrig, 1991 †
- Microceratina amfibola (Barbeito-Gonzalez, 1971)
- Microceratina costata Herrig, 1991 †
- Microceratina martensi Namiotko, Wouters, Danielopol & Humphreys, 2004
- Microceratina pseudoamfibola (Barbeito-Gonzalez, 1971)
- Microceratina punctata Whatley & Zhao (Yi-Chun), 1988
- Microceratina quadrata Swanson, 1980
- Microceratina reticulata (Bonaduce, Ciampo & Masoli, 1976)